# Formica obscuriventris
Formica obscuriventris är en myrart som beskrevs av Mayr 1870. Formica obscuriventris ingår i släktet Formica och familjen myror.

## Underarter
Arten delas in i följande underarter:
- F. o. clivia
- F. o. obscuriventris

## Bildgalleri

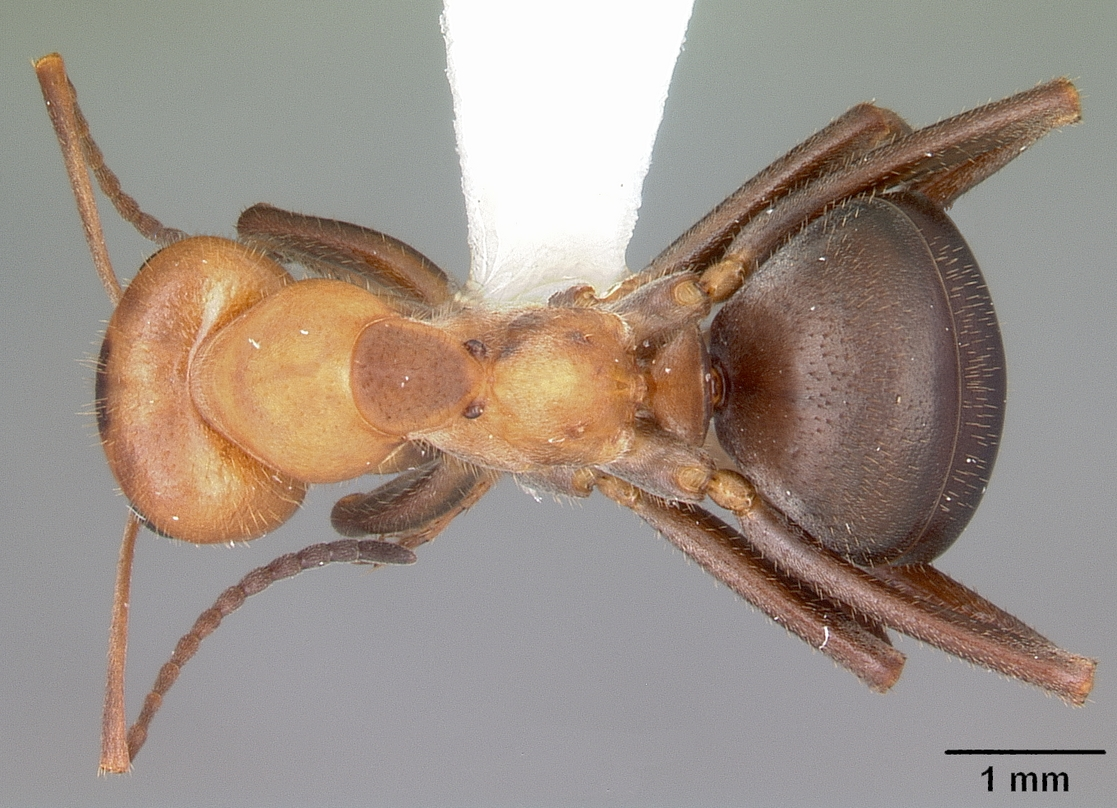
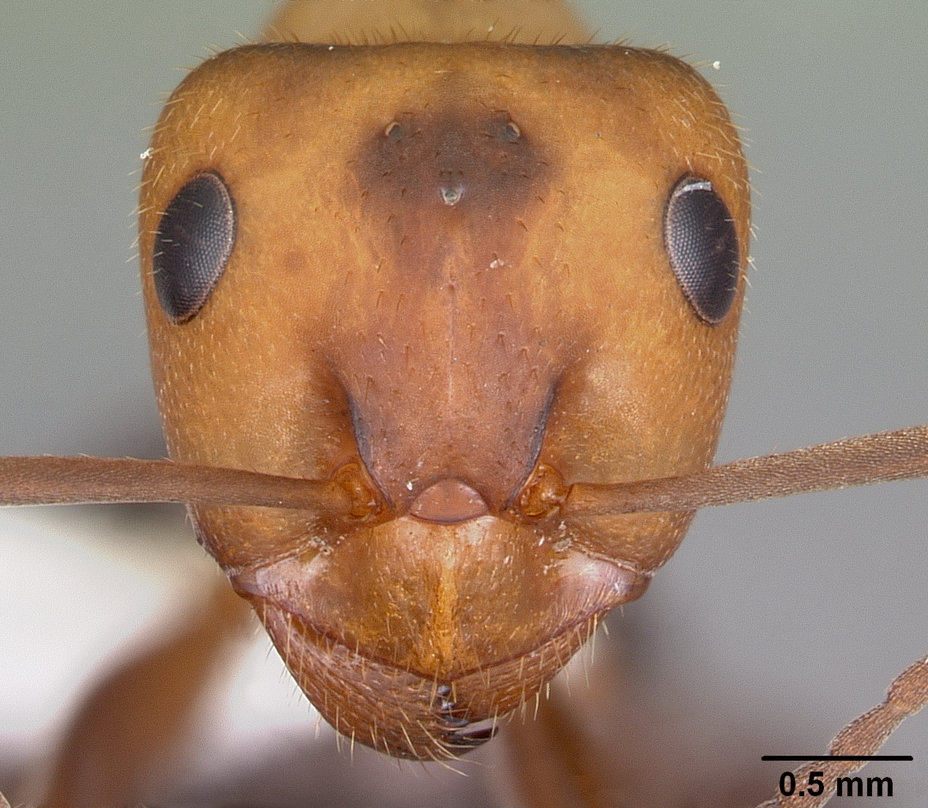
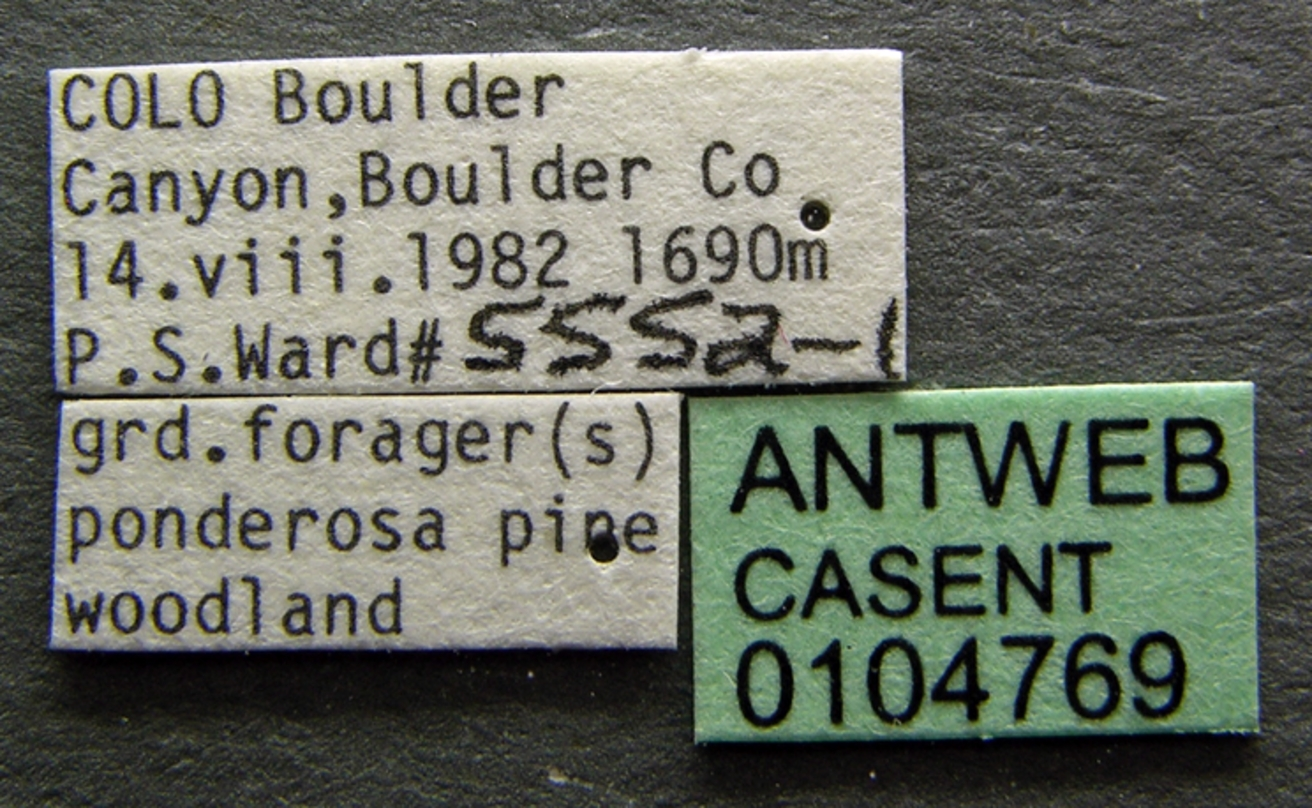
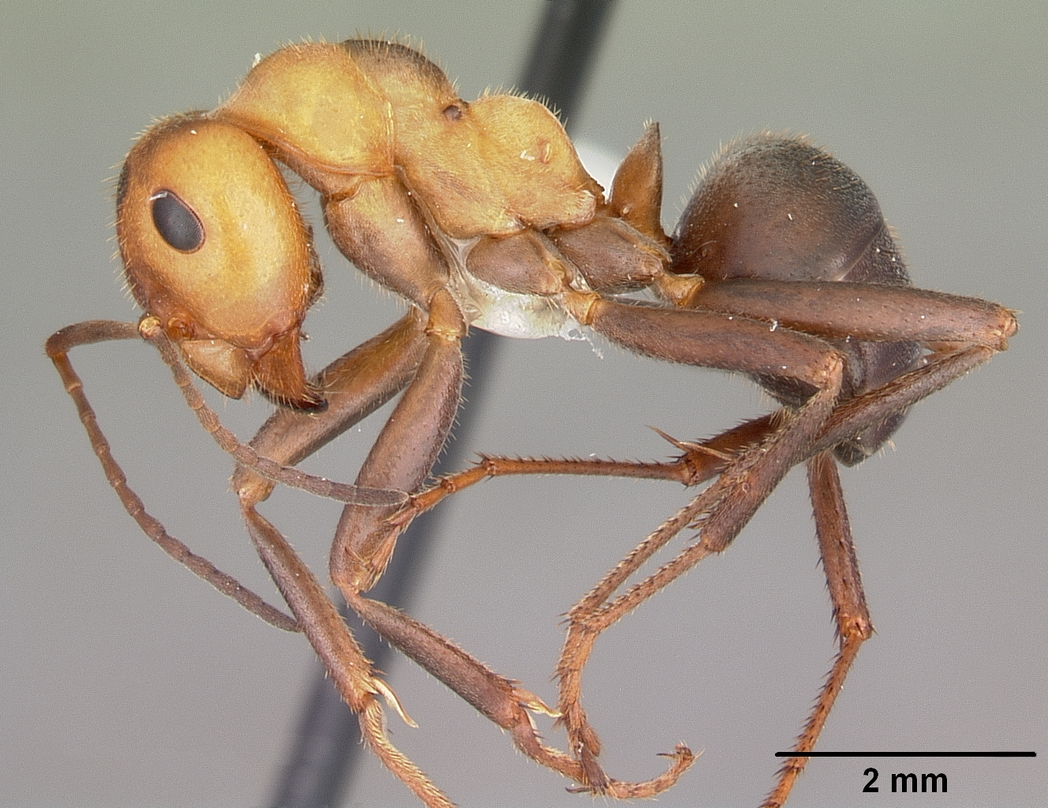